# Тамбовска губерния
Тамбовска губерния (на руски: Тамбовская губерния) е губерния на Руската империя и Съветска Русия, съществувала от 1779 до 1928 година. Разположена е в централната част на Европейска Русия, а столица е град Тамбов. Към 1897 година населението ѝ е около 2,7 милиона души, главно руснаци (95,5%) и мордовци (3,3%).
Създадена е през 1779 година на мястото на дотоговашното Тамбовско наместничество. През 1928 година е обединена с още няколко губернии в новосъздадената Централно-черноземна област.